# Arma giocattolo

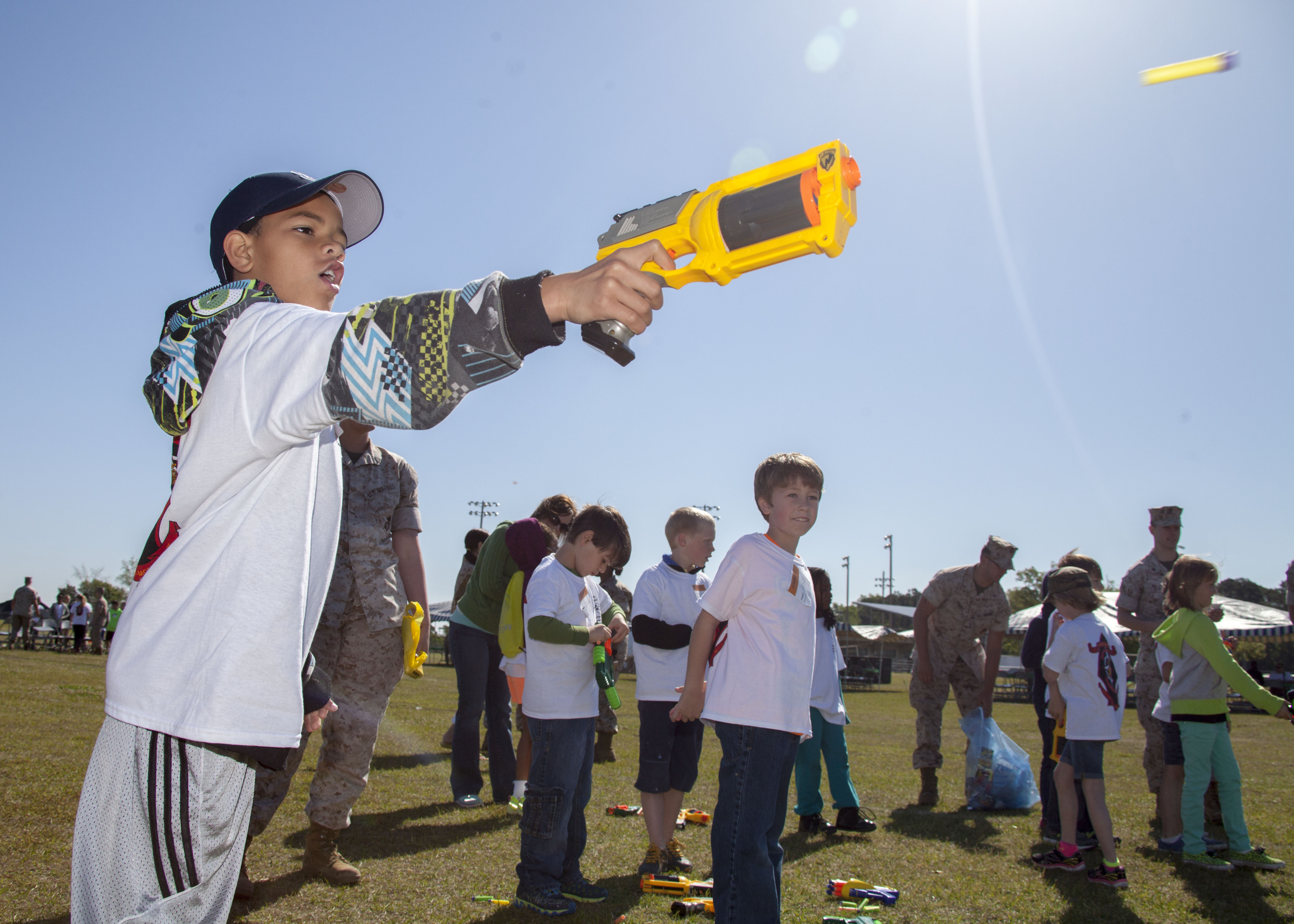
Bambino che usa una pistola giocattolo

Un'arma giocattolo è un qualsiasi oggetto, costruito spesso a scopo ricreativo, sportivo o estetico, che ha le fattezze di un'arma reale. A differenza delle armi vere, quelle giocattolo non hanno scopi offensivi e sono generalmente innocue. Si presentano di fogge e materiali diversi e vengono realizzate per conto proprio o prodotte industrialmente. Quando si parla di repliche di armi da fuoco, sono spesso in grado di sparare proiettili di vario tipo (elastici, tappi, acqua ecc.) Sono considerate anche armi giocattolo quelle da airsoft e da paintball.

## Nel diritto italiano

### In Italia

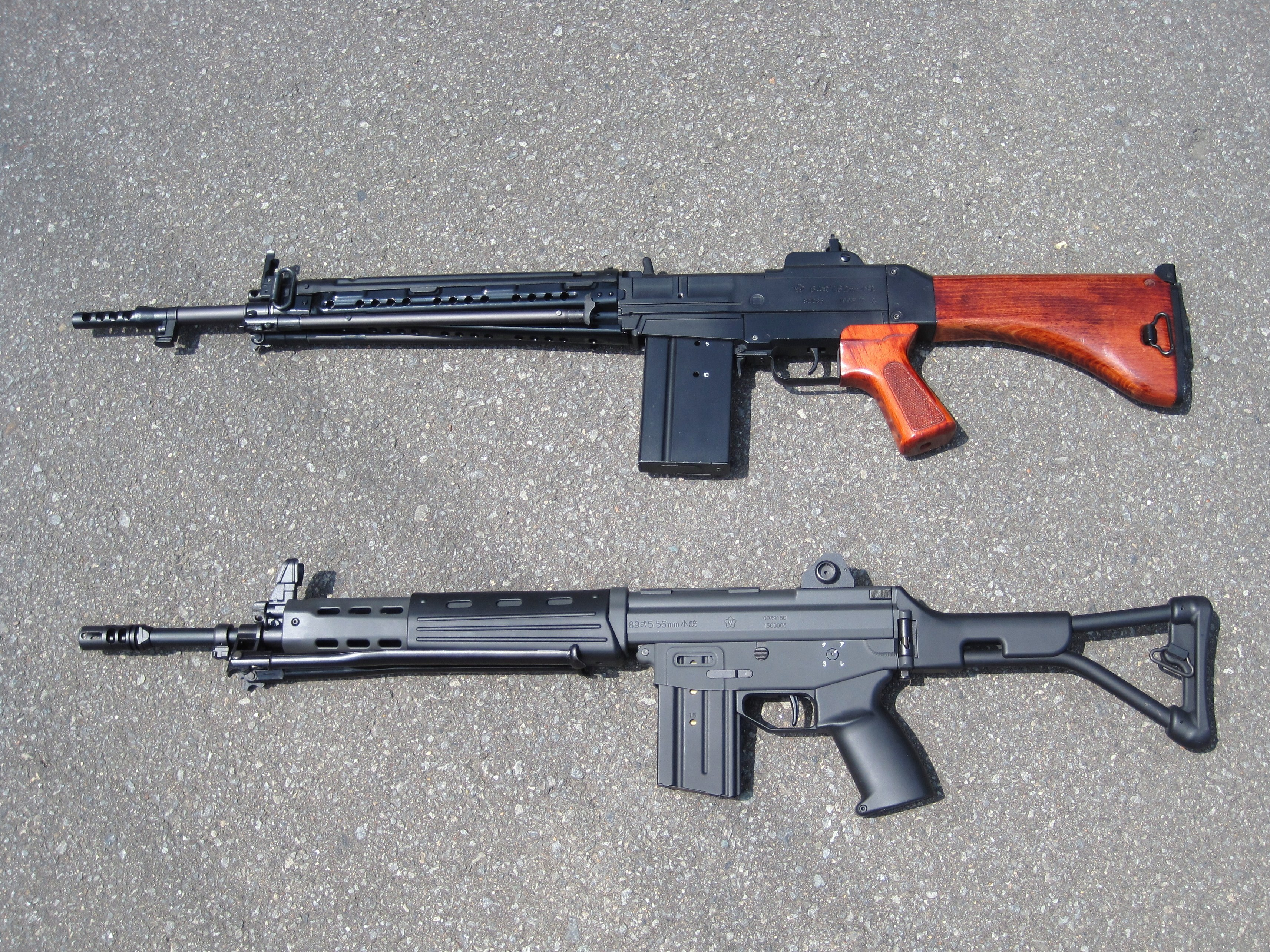
Fucili da airsoft

Nella legislazione italiana, le armi giocattolo vengono distinte in quattro categorie:
- giocattoli per bambini che hanno la forma di armi
- armi giocattolo per adulti
- armi ad aria o gas compressi di energia cinetica non superiore a 7,5 J[2]
- strumenti con lancio di corpi solidi a mezzo di molle od elastici o forza fisica con finalità sportiva

Stando all'articolo 5 Legge 110, che regola le armi giocattolo per adulti, esse non possono essere costruite in modo da essere trasformate in armi da sparo e devono recare un tappo rosso qualora fossero scambiabili con una vera arma. Vi rientrano le repliche di armi del tutto inerti e le armi a salve.